# ТВ-27 «Бастіон»
27-й (Любачівський) Тактичний відтинок «Бастіон» (Перемишильщина) належав до Військової округи-6 «Сян», групи УПА-Захід. Командир ТВ-27 — майор «Залізняк» (Іван Шпонтак), який одночасно командував куренем «Месники».

## Структура
- Любачівський курінь «Месники» — курінний «Залізняк» (Шпонтак Іван)
  - Відд. 97 «Месники-1» — сотенний «Шум» (Шиманський Іван), сотенний «Умань» (Ухань Михайло), сотенний «Підкова» (Щирба Василь), сотенний «Калинович» (Мазур Григорій)
  - Відд. 98 «Месники-2» — сотенний «Метелик» (інше псевдо — «Петренко»), сотенний «Біс», сотенний «Умань» (Ухань Михайло), сотенний «Шум» (Шиманський Іван)
  - Відд. 97а «Месники-3» — сотенний «Біс», сотенний «Балай» (Булас Теодор), сотенний «Туча» (Тарабан Микола)
  - Відд. 98а «Месники-4» — сотенний «Яр» (Ярмола Василь), сотенний «Крук» (Левко Григорій)
  - Відд. 97б «Месники-5» — сотенний «Крук» (Левко Григорій)

За деякими даними сотенними відділів ТВ-27 були також: «Хома», «Байда» (Микола Савченко), «Чорний», «Осип», «Черник», «Нечай», «Зруб».

## Бойових шлях
Історія ТВ-27 «Бастіон» починається в кінці березня 1944 року з формування сотні «Месиники». Існують різні версії подій, які привели до утворення цього підрозділу Української повстанської армії. Найпоширинішша з них — це те, що боївка СБ-ОУН, переодягнувшись в радянських партизан, імітувала напад на поліцейську дільницю в Раві-Руській і тим самим сприяла дезертирства декількох десятків українських шуцманів.
Протягом весни і літа 1944 року сотня брала активну участь у боях з радянськими і польськими партизанами районів Рави-Руської і Любачіва.
Прихід Червоної Армії змусив підрозділ УПА тимчасово призупинити діяльність і сховатися в лісах Львівщини. Восени 1944 сотня повертається на Любачівщину.
У вересні 1944 Шпонтаку присвоїли звання хорунжого УПА з датою старшинства від 1.10.1944 р.
На рубежі 1944 і 1945 років сотня вже розрослася до куреня. Підлеглі «Залізняка» поповнювали особовий склад в українських селах Любачувского повіту.
Тактичний відділ «Бастіон» офіційно виник на весні 1945 року. Підрозділ Шпонтака став його основною бойовою одиницею. Влітку і восени цього року загони цього тактичного відділу ведуть запеклу боротьбу проти примусового виселення українців з Любачувщини в УРСР.
У січні 1946 командир ВО-6 «Сян», Мирослав Онишкевич, рекомендував підвищити Шпонтака до звання майора, а в травні, не чекаючи відповіді, подав його на підвищення до підполковника; ГВШ в серпні остаточно визнав йому ступінь сотника з датою старшинства від 22.01.1946 року.
Влітку 1947 року підрозділи «Бастіону» ведуть запеклі бої з дивізіями Війська Польського під час Операції «Вісла» і несуть важкі втрати. В результаті «Залізняк» демобілізувався частина бійців і перевіз їх на Повернені території. З кінцем літа курінь «Месники» і ТВ «Бастіон» практично перестають існувати.
Надалі шляхи бійців підрозділу розійшлися. Повстанці, які вирішили продовжувати боротьбу далі, проривалися на територію Радянської України. Інші ж, навпаки, вирішили пробиватися в зони окупації Західних союзників.